# Baccharis oppositifolia
Baccharis oppositifolia là một loài thực vật có hoa trong họ Cúc. Loài này được Kuntze mô tả khoa học đầu tiên năm 1898.